# 1992年夏季残疾人奥林匹克运动会也门代表团
1992年夏季残疾人奥林匹克运动会也门代表团是也门派出的1992年夏季残疾人奥林匹克运动会代表团。未获得奖牌。